# Dinamo Riga (1946–1995)
Dinamo Riga (în letonă Rīgas Dinamo) a fost un club de hochei din Riga, Letonia. El a fost fondat în 1946 și s-a desființat în 1995, când purta numele Pārdaugava Rīga.

## Istorie
Dinamo Riga a fost înființată în 1946, după reocuparea Letoniei de către Uniunea Sovietică. A fost unul dintre cele 12 cluburi care au participat la primul Campionat al Uniunii Sovietice în sezonul 1946-1947. Primul joc oficial al echipei s-a desfășurat în decembrie 1946 și a fost o victorie a Rigăi cu 5-1 împotriva lui Dinamo Tallinn. Primul sezon al formației a fost considerat drept unul de succes, cu echipa terminând turneul pe locul al patrulea. Lotul echipei era format în principal din jucători care au jucat pentru echipa națională a Letonei în perioada interbelică.
La început clubul nu avea un stadion permanent, jucându-și jocurile de acasă în mai multe locuri. Începând cu sezonul 1950-1951, Dinamo a început să-și joace meciurile de acasă pe Stadionul Daugava, dar unele meciuri s-au desfășurat pe patinoare în aer liber în funcție de vreme. Situația nu s-a schimbat până în sezonul 1960-1961, când stadionul a fost renovat.
Dinamo Riga și-a schimbat numele în Daugava Riga înainte de începerea sezonului 1949-1950, și l-a păstrat timp de un deceniu, înainte ca echipa să-și schimbe numele din nou. La mijlocul anilor cincizeci, nucleul echipei — jucători care și-au început cariera înainte de al Doilea Război Mondial — au început să se retragă, lucru care a dus odată cu trecerea timpului la căderea echipei în clasament.
Clubul și-a schimbat din nou numele, fiind cunoscut din sezonul 1958-1959 drept RVR Riga, însă a revenit la denumirea Daugava (RVR) doi ani mai târziu. Schimbarile de nume nu au ajutat echipa să se salveze de la retrogradare, ajungând până în divizia a treia. În timpul anilor șaizeci, clubul a adoptat o nouă politică de recrutare a jucătorilor și antrenorilor, trecând de la alegerea jucătorilor locali la transferarea de jucători din toate colțurile Uniunii Sovietice și chiar și din străinătate. Înainte de sezonul 1967-1968, după ce clubul și-a schimbat proprietarii, acesta a revenit la denumirea Dinamo Riga, însă acel sezon avea să fie cel mai slab din toată istoria clubului.
În sezonul 1987-1988, Dinamo Riga a obținut cel mai bun rezultat în Campionatul Uniunii Sovietice, pierzând în finală în fața lui ȚSKA Moscova.
În 1975, Viktors Hatuļevs de la Dinamo Riga a devenit primul jucător de hochei pe gheață din Uniunea Sovietică care a fost ales în urma draftului organizat de Liga Națională de Hochei. Totuși, el nu a primit șansa de a juca în NHL, pentru că jucătorilor sovietici nu li se permitea să joace pentru echipe străine. În sezonul 1976-1977, vedeta celor de la Dinamo Riga, Helmuts Balderis, a fost principalul marcator, a avut cele mai multe goluri, și a fost numit cel mai bun jucător al sezonului. A fost cel mai bun marcator al sezoanelor 1975-1976 și 1983. El a marcat 333 de puncte în întreaga sa carieră în Uniunea Sovietică.
După sfârșitul Uniunii Sovietice, echipa a continuat să joace până în 1995 ca membră a Ligii Internaționale de Hockey, succesorul Campionatului Sovietic de Hochei. În această perioadă, echipa a fost numit Stars Rīga și mai târziu, Pārdaugava Rīga. În această perioadă a jucat și Aleksei Nikiforov, antrenorul mai multor echipe americane din NHL.
Clubul a fost reînființat pe 7 aprilie 2008 și face parte din Liga Continentală de Hochei. (vezi Dinamo Riga⁠(en)[traduceți]).